# Borgia
Borgia je bila španjolska i talijanska plemićka obitelj, podrijetlom iz Aragona, gdje se spominje u izvorima u 13. stoljeću. Najpoznatiji predstavnik obitelji bio je Rodrigo Borgia, odnosno papa Aleksandar VI. (1492. – 1503.).
Borgie su vladale gradom Gandhija u provinciji Valenciji. Početkom 15. stoljeća obitelj se preselila u Rim. Njihov je uspon počeo s Alfonsom Borgijom (1378. – 1458.), koji je postao kardinal, a potom i papa pod imenom Kalist III. (1455. – 1458.). Alfonsov nećak Rodrigo (1431. – 1503.) sredio je obiteljske prilike i postao papa Aleksandar VI. Imao je više djece, među kojima su najpoznatiji bili Cesare (o. 1475. – 1507.) i Lucrezia (1480. – 1519.). Obiteljsku lozu nastavili su Aleksandrovi sinovi Giovanni Borgia (1474. – 1497.) i Gioffre Borgia (1481. – 1516.)
Brojni članovi bili su mecene, a njihova podrška omogućila je brojnim renesansnim umjetnicima ostvarenje njihovih djela. Poznati su i po brojnim skandalima, korumpiranosti i raznim zločinima. Posljednji član obitelji umire 1748. godine.

## Vanjske poveznice
|  | Zajednički poslužitelj ima još gradiva o temi Borgia |

- Obitelj Borgia Britannica (engl.)
- Borgia Hrvatska enciklopedija
- Borgia Proleksis enciklopedija